# Payback 2023
Payback (2023) was de 7e professioneel worstel-pay-per-view (PPV) en WWE Network evenement van Payback dat georganiseerd werd door WWE voor hun Raw en SmackDown brands. Het evenement vond plaats op 2 september 2023 in het PPG Paints Arena in Pittsburgh, Pennsylvania.
Het was de eerste evenement van Payback sinds 2020. Het thema van het evenement was dat worstelaars wraak zochten op hun tegenstanders. John Cena was de gastheer van het evenement.

## Productie
| Functie:                      | Naam:                             |
| ----------------------------- | --------------------------------- |
| Engelssprekende commentatoren | Michael Cole                      |
| Engelssprekende commentatoren | Corey Graves                      |
| Spaanssprekende commentatoren | Marcelo Rodriguez                 |
| Spaanssprekende commentatoren | Jerry Soto                        |
| Ring announcers               | Mike Rome (Smackdown)             |
| Ring announcers               | Samantha Irvin (Raw)              |
| Scheidsrechters               | Danilo Anfibio                    |
| Scheidsrechters               | Jason Ayers                       |
| Scheidsrechters               | John Cena (LA Knight vs. The Miz) |
| Scheidsrechters               | Daphanie LaShaunn                 |
| Scheidsrechters               | Chad Patton                       |
| Scheidsrechters               | Rod Zapata                        |
| Interviewers                  | Cathy Kelley                      |
| Pre-show panel                | Kayla Braxton                     |
| Pre-show panel                | Jackie Redmond                    |
| Pre-show panel                | Peter Rosenberg                   |
| Pre-show panel                | Booker T                          |
| Pre-show panel                | Wade Barrett                      |

### Pre-show
Tijdens de Pre-Show werd bekend gemaakt dat John Cena ook de speciale gast-scheidsrechter was tijdens de wedstrijd van The Miz tegen LA Knight.

## Matches
| Nr. | Match                                                                           | Winnaar(s)            | Opmerkingen                                                                                            | Bron  |
| --- | ------------------------------------------------------------------------------- | --------------------- | --- | ----- |
| 1   | Becky Lynch vs. Trish Stratus                                                   | Becky Lynch           | Steel Cage match.                                                                                      | [ 2 ] |
| 2   | Kevin Owens en Sami Zayn (c) vs. The Judgment Day (Finn Bálor en Damian Priest) | The Judgment Day (nc) | Steel City Street Fight voor het WWE SmackDown Tag Team Championship en WWE Raw Tag Team Championship. | [ 3 ] |
| 3   | Rhea Ripley (c) vs. Raquel Rodriguez                                            | Rhea Ripley           | Een op een wedstrijd voor het Women's World Championship.                                              | [ 4 ] |
| 4   | Rey Mysterio (c) vs. Austin Theory                                              | Rey Mysterio          | Een tegen een wedstrijd voor het WWE United States Championship.                                       | [ 5 ] |
| 5   | LA Knight vs. The Miz                                                           | LA Knight             | Een tegen een wedstrijd.                                                                               | [ 6 ] |
| 6   | Seth "Freakin" Rollins (c) vs. Shinsuke Nakamura                                | Seth "Freakin"Rollins | Een tegen een wedstrijd voor het World Heavyweight Championship.                                       | [ 7 ] |